# Astrobotic Technology
Astrobotic Technology es una empresa privada estadounidense que desarrolla tecnología de robótica espacial para misiones lunares y planetarias. Fue fundada en 2007 por el profesor de Carnegie Mellon Red Whittaker y sus asociados con el objetivo de ganar el Premio Google Lunar X. La empresa tiene su sede en Pittsburgh , Pensilvania. Su primer alunizador Peregrine,  se lanzó el 8 de enero de 2024.
El 11 de junio de 2020, Astrobotic recibió un segundo contrato para el programa de Servicios Comerciales de Carga Lunar . La NASA pagará a Astrobotic 199,5 millones de dólares para llevar el rover VIPER a la Luna, con el objetivo de aterrizar en noviembre de 2024.

## Historia
El equipo se fijó un objetivo desde el principio en 2007: ser la primera operación comercial en aterrizar su Red Rover en la Luna , utilizando su Artemis Lander . El primer prototipo en funcionamiento de Red Rover de la compañía se completó el mismo año y el concepto de módulo de aterrizaje pasó a llamarse Griffin .
El 28 de julio de 2008, la NASA otorgó financiación a Astrobotic para un estudio conceptual sobre "métodos de movimiento de regolitos",  y al año siguiente, Astrobotic comenzó a recibir financiación para Small Business Innovation Research (SBIR) de la NASA por un total de más de 795.000 dólares estadounidenses para investigar la prospección. para recursos lunares, lo que finalmente condujo a un concepto llamado Polar Excavator.
El 15 de octubre de 2010, la NASA otorgó un contrato a Astrobotic para contratos de entrega indefinida/cantidad indefinida de datos de demostraciones lunares innovadoras (ILDD) con un valor total de hasta 30,1 millones de dólares estadounidenses durante un período de hasta cinco años. , y en diciembre de 2010, el proyecto ILDD de 500.000 dólares de la NASA para obtener más datos de demostraciones lunares fue adjudicado a Astrobotic.
La propuesta de Astrobotic "Tecnologías que permiten la exploración de tragaluces, tubos de lava y cuevas" fue una selección de la Fase I para Conceptos Avanzados Innovadores (NIAC) de la NASA. En abril de 2011, Astrobotic recibió un contrato de dos años por 599.000 dólares estadounidenses para desarrollar un dispositivo escalable de descarga de gravedad para probar la movilidad del rover en gravedad lunar simulada en el marco del Programa de Transferencia de Tecnología para Pequeñas Empresas (STTR) de la NASA .
En mayo de 2012, David Gump dejó el cargo de presidente de Astrobotic y John Thornton ocupó su lugar.
El 30 de abril de 2014, la NASA anunció que Astrobotic Technology era una de las tres empresas seleccionadas para la iniciativa Lunar CATALYST . La NASA estaba negociando un Acuerdo de Ley Espacial (SAA) de 3 años sin intercambio de fondos en el que el módulo de aterrizaje Griffin podría estar involucrado. El acuerdo CATALYST se prorrogó en octubre de 2017 por 2 años.
El 2 de junio de 2016, Astrobotic Technology anunció un nuevo diseño de su módulo de aterrizaje conceptual Griffin y lo llamó Peregrine . Airbus Defence and Space firmó un memorando de entendimiento para proporcionar apoyo de ingeniería a Astrobotic mientras refina el diseño del módulo de aterrizaje. En diciembre de 2016, Astrobotic retrasó su fecha estimada de lanzamiento a 2019 y se separó del Premio Google Lunar X.
El 29 de noviembre de 2018, Astrobotic fue declarado elegible para ofertar por los servicios comerciales de carga útil lunar de la NASA para entregar cargas útiles de ciencia y tecnología a la Luna. La oferta exitosa de Astrobotic implicó un contrato de 79,5 millones de dólares para entregar cargas útiles a Lacus Mortis . Astrobotic estableció un objetivo inicial de catorce cargas útiles para lanzar a partir de julio de 2021.
En septiembre de 2019, Spacebit firmó un acuerdo para entregar el primer rover lunar del Reino Unido, Asagumo , en la próxima misión de Astrobotic en 2021 y la denominó "misión uno de Spacebit".
El 25 de septiembre de 2019, John Thornton de Astrobotic fue nombrado director ejecutivo del año por el Consejo de Tecnología de Pittsburgh en la 23.ª ceremonia anual de premios Tech50.
El 24 de enero de 2021, MrBeast , un YouTuber , anunció que colocaría una carga útil, un disco duro que contenía una gran cantidad de archivos de imágenes digitales enviados por cualquiera que contribuyera con 10 dólares estadounidenses a través de su tienda en línea, en el módulo de aterrizaje Peregrine .
En junio de 2021, el vuelo inaugural de Vulcan Centaur , que llevaba el primer módulo de aterrizaje Peregrine como carga útil, se retrasó hasta 2022 debido a retrasos en las pruebas de carga útil y del motor. 
En noviembre de 2021, Astrobotic Technology fue nombrada uno de los 'Mejores empleadores del mundo en la industria espacial' por Everything Space, una plataforma de contratación especializada en la industria espacial .
El 29 de marzo de 2023 se produjo una anomalía durante las pruebas del Vulcan Centaur. Como resultado, el vuelo inaugural que transportaba el módulo de aterrizaje Peregrine se retrasó hasta junio o julio.
El 8 de enero de 2024 el alunizador Peregrine fue lanzado éxitosamente por el vuelo inaugural del Vulcan Centaur. Llevaba a bordo la primera misión lunar de México, la misión Colmena. Sin embargo, una fuga de combustible ocurrió y el alunizaje se canceló.